# Santa Cruz La Laguna
Santa Cruz La Laguna («Santa Cruz»: en honor a la Santa Elena de la Cruz; «La Laguna», por su ubicación próxima al Lago de Atitlán) es un municipio del departamento de Sololá, en la República de Guatemala. La distancia de a la cabecera departamental de Sololá es de 13,7 km, de los cuales 4,7 km son por vía lacustre a través del Lago de Atitlán.
Durante la época colonial fue una encomienda a cargo de los descendientes del conquistador Sancho de Barahona. Luego de la Independencia de Centroamérica en 1821, pasó a formar parte del departamento de Sololá; y en 1838 fue parte del efímero Estado de Los Altos hasta que este fue reincorporado al Estado de Guatemala por el general conservador Rafael Carrera en 1840.  Posteriormente, tras la Reforma Liberal de 1871, el 12 de agosto de 1872 el gobierno de facto del presidente provisorio Miguel García Granados creó el departamento de Quiché, al que adjudicó gran parte del territorio de Sololá, aunque Santa Cruz La Laguna permaneció en este último.
En 2005 se vio seriamente afectado por el paso del huracán Stan.

## Toponimia
El topónimo de «Santa Cruz» fue utilizado en honor a la Santa Elena de la Cruz; el municipio fue llamado «La Laguna» al igual que los otros municipios que tienen el mismo nombre a partir de 1643, debido a que el visitador Antonio Lara habría ordenado que todos los apellidos indígenas y los lugares geográficos fueran castellanizados.

## División política
Se integra por pueblos, villas, aldeas, caseríos, parcelamientos, rancherías, cantones, parajes y fincas. Los registros del INE según el X Censo Poblacional 1994, muestran que el Municipio posee una división política conformada por un pueblo, una aldea y seis caseríos. Esta división se presenta en el XI Censo Poblacional 2002.

## Geografía física
El municipio de Santa Cruz La Laguna está ubicado en la parte central del departamento, cuenta con elevaciones comprendidas a una altitud de 1665 y los 2520 m s. n. m. Sobresalen entre sus principales elevaciones las puntas de Tzantzisotz y Tzansuj. El 82% del paisaje fisiográfico es escarpado; 8% del territorio es terraza de denudación y el 6 % es cerro. Solamente 1% y 3% son valles y altiplanicie respectivamente. 
Las partes altas se encuentran ubicadas al norte del Municipio, correspondiente a los caseríos Chaquijchoy, Chuitzanchaj y Pajomel. Las partes bajas corresponden a la Cabecera Municipal, aldea Tzununá y caserío Jaibalito, que se encuentran ubicados a orillas del Lago de Atitlán.
El municipio de Santa Cruz La Laguna cuenta con una extensión territorial de 12 km², que representa el 1.13% del territorio del Departamento, ocupa el decimotercer lugar en tamaño junto a los municipios de Santa María Visitación, Santa Clara La Laguna, San Pablo La Laguna y San Marcos La Laguna, que tienen la misma extensión territorial.
El terreno de Santa Cruz La Laguna es sumamente inclinado, compuesto por altos promontorios que separan la ribera entre sí. Estos son especialmente altos al Este, debido a que se encuentran enclavados sobre la cordillera, por lo que presentan enormes montañas y profundos barrancos por donde corren los ríos que irrigan el Municipio y que se desbordan durante la época de lluvia e impiden que la comunicación terrestre sea accesible. Su relieve es variado ya que está formado por montañas, valles, planicies, terrazas, barrancos y abismos, lo que influye de manera negativa en la agricultura, por dificultarse el traslado de los insumos y las cosechas. 

### Clima
Por estar localizado en la parte del altiplano y rodeado de zonas montañosas pertenecientes a la cadena volcánica que atraviesa el país, con una altitud entre 1665 y 2520 m s. n. m. y una precipitación pluvial media entre 1.400 y 1.500 mm anuales propicia un clima frío y templado, con una temperatura media anual de 12 a 18 °C. Sin embargo en los meses de diciembre y enero la temperatura disminuye y alcanza una mínima de hasta 5 °C. Por tales características, este cuenta con un clima apropiado para el desarrollo de diversas actividades productivas. Así mismo presenta una velocidad del viento de 4,8 km/h y humedad relativa media del aire del 79%.
La cabecera municipal de Santa Cruz La Laguna tiene clima templado (Clasificación de Köppen: Csb).
| Parámetros climáticos promedio de Santa Cruz La Laguna | Parámetros climáticos promedio de Santa Cruz La Laguna | Parámetros climáticos promedio de Santa Cruz La Laguna | Parámetros climáticos promedio de Santa Cruz La Laguna | Parámetros climáticos promedio de Santa Cruz La Laguna | Parámetros climáticos promedio de Santa Cruz La Laguna | Parámetros climáticos promedio de Santa Cruz La Laguna | Parámetros climáticos promedio de Santa Cruz La Laguna | Parámetros climáticos promedio de Santa Cruz La Laguna | Parámetros climáticos promedio de Santa Cruz La Laguna | Parámetros climáticos promedio de Santa Cruz La Laguna | Parámetros climáticos promedio de Santa Cruz La Laguna | Parámetros climáticos promedio de Santa Cruz La Laguna | Parámetros climáticos promedio de Santa Cruz La Laguna |
| Mes                                                    | Ene.                                                   | Feb.                                                   | Mar.                                                   | Abr.                                                   | May.                                                   | Jun.                                                   | Jul.                                                   | Ago.                                                   | Sep.                                                   | Oct.                                                   | Nov.                                                   | Dic.                                                   | Anual                                                  |
| ------------------------------------------------------ | ------------------------------------------------------ | ------------------------------------------------------ | ------------------------------------------------------ | ------------------------------------------------------ | ------------------------------------------------------ | ------------------------------------------------------ | ------------------------------------------------------ | ------------------------------------------------------ | ------------------------------------------------------ | ------------------------------------------------------ | ------------------------------------------------------ | ------------------------------------------------------ | ------------------------------------------------------ |
| Temp. máx. media (°C)                                  | 24.1                                                   | 24.2                                                   | 25.3                                                   | 25.3                                                   | 24.9                                                   | 22.7                                                   | 23.8                                                   | 24.0                                                   | 23.5                                                   | 23.8                                                   | 24.1                                                   | 23.9                                                   | 24.1                                                   |
| Temp. media (°C)                                       | 17.5                                                   | 17.3                                                   | 18.4                                                   | 19.0                                                   | 19.2                                                   | 18.2                                                   | 18.6                                                   | 18.5                                                   | 18.4                                                   | 18.5                                                   | 17.9                                                   | 17.3                                                   | 18.2                                                   |
| Temp. mín. media (°C)                                  | 10.9                                                   | 10.5                                                   | 11.6                                                   | 12.7                                                   | 13.6                                                   | 13.7                                                   | 13.5                                                   | 13.1                                                   | 13.3                                                   | 13.2                                                   | 11.8                                                   | 10.8                                                   | 12.4                                                   |
| Precipitación total (mm)                               | 1                                                      | 10                                                     | 11                                                     | 37                                                     | 118                                                    | 317                                                    | 170                                                    | 174                                                    | 310                                                    | 170                                                    | 37                                                     | 8                                                      | 1363                                                   |
| Fuente: Climate-Data.org                               |                                                        |                                                        |                                                        |                                                        |                                                        |                                                        |                                                        |                                                        |                                                        |                                                        |                                                        |                                                        |                                                        |

### Ubicación geográfica
El municipio de Santa Cruz La Laguna, se localiza en la parte central del departamento de Sololá, lat. Norte 14°44′34″ y long. Oeste 91° 12' 25".  Está rodeado por municipios de dicho departamento:
- Norte: Santa Lucía Utatlán y San José Chacayá
- Sur: Lago de Atitlán
- Este: San Jorge La Laguna, aldea del municipio de Sololá
- Oeste: San Marcos La Laguna[10]

|                             | Norte: Santa Lucía Utatlán San José Chacayá |                           |
| Oeste: San Marcos La Laguna |                                             | Este: San Jorge La Laguna |
|                             | Sur: Lago de Atitlán                        |                           |

### Artesanías
elaboración de traje de algodón hecho de tintes naturales, elaboración de petates con tul, maguey, canastas de caña etc

## Gobierno municipal
Los municipios se encuentran regulados en diversas leyes de la República, que establecen su forma de organización, lo relativo a la conformación de sus órganos administrativos y los tributos destinados para los mismos.  Aunque se trata de entidades autónomas, se encuentran sujetos a la legislación nacional y las principales leyes que los rigen desde 1985 son:
| N.º | Ley                                                | Descripción |
| --- | -------------------------------------------------- | --- |
| 1   | Constitución Política de la República de Guatemala | Tiene una regulación legal específica para los municipios en los artículos 253 al 262. |
| 2   | Ley Electoral y de Partidos Políticos              | Ley de carácter constitucional aplicable a los municipios en el tema de la conformación de sus autoridades electas. |
| 3   | Código Municipal                                   | Decreto 12-2002 del Congreso de la República de Guatemala. Tiene la categoría de ley ordinaria y contiene preceptos generales aplicables a todos los municipios, e inclusive contiene legislación referente a la creación de los municipios.             |
| 4   | Ley de Servicio Municipal                          | Decreto 1-87 del Congreso de la República de Guatemala. Regula las relaciones entra la municipalidad y los servidores públicos en materia laboral. Tiene su base constitucional en el artículo 262 de la constitución que ordena la emisión de la misma. |
| 5   | Ley General de Descentralización                   | Decreto 14-2002 del Congreso de la República de Guatemala. Regula el deber constitucional del Estado, y por ende del municipio, de promover y aplicar la descentralización y desconcentración económica y administrativa.                                |

El gobierno de los municipios de Guatemala está a cargo de un Concejo Municipal mientras que el código municipal —ley ordinaria que contiene disposiciones que se aplican a todos los municipios— establece que «el concejo municipal es el órgano colegiado superior de deliberación y de decisión de los asuntos municipales […] y tiene su sede en la circunscripción de la cabecera municipal». Por último, el artículo 33 del mencionado código establece que «[le] corresponde con exclusividad al concejo municipal el ejercicio del gobierno del municipio».
El concejo municipal se integra con el alcalde, los síndicos y concejales, electos directamente por sufragio universal y secreto para un período de cuatro años, pudiendo ser reelectos.
Existen también las Alcaldías Auxiliares, los Comités Comunitarios de Desarrollo (COCODE), el Comité Municipal del Desarrollo (COMUDE), las asociaciones culturales y las comisiones de trabajo. Los alcaldes auxiliares son elegidos por las comunidades de acuerdo a sus principios y tradiciones, y se reúnen con el alcalde municipal el primer domingo de cada mes, mientras que los Comités Comunitarios de Desarrollo y el Comité Municipal de Desarrollo organizan y facilitan la participación de las comunidades priorizando necesidades y problemas.

## Historia
Estuvo ocupado desde la época prehispánica (antes de 1524) por indígenas cakchiqueles. Se presume que fue fundado en la década de 1540, cuando los misioneros franciscanos, en cumplimiento de una real cédula del mismo año, procedieron a formar reducciones o pueblos de indios. 

### Fundación de la encomienda

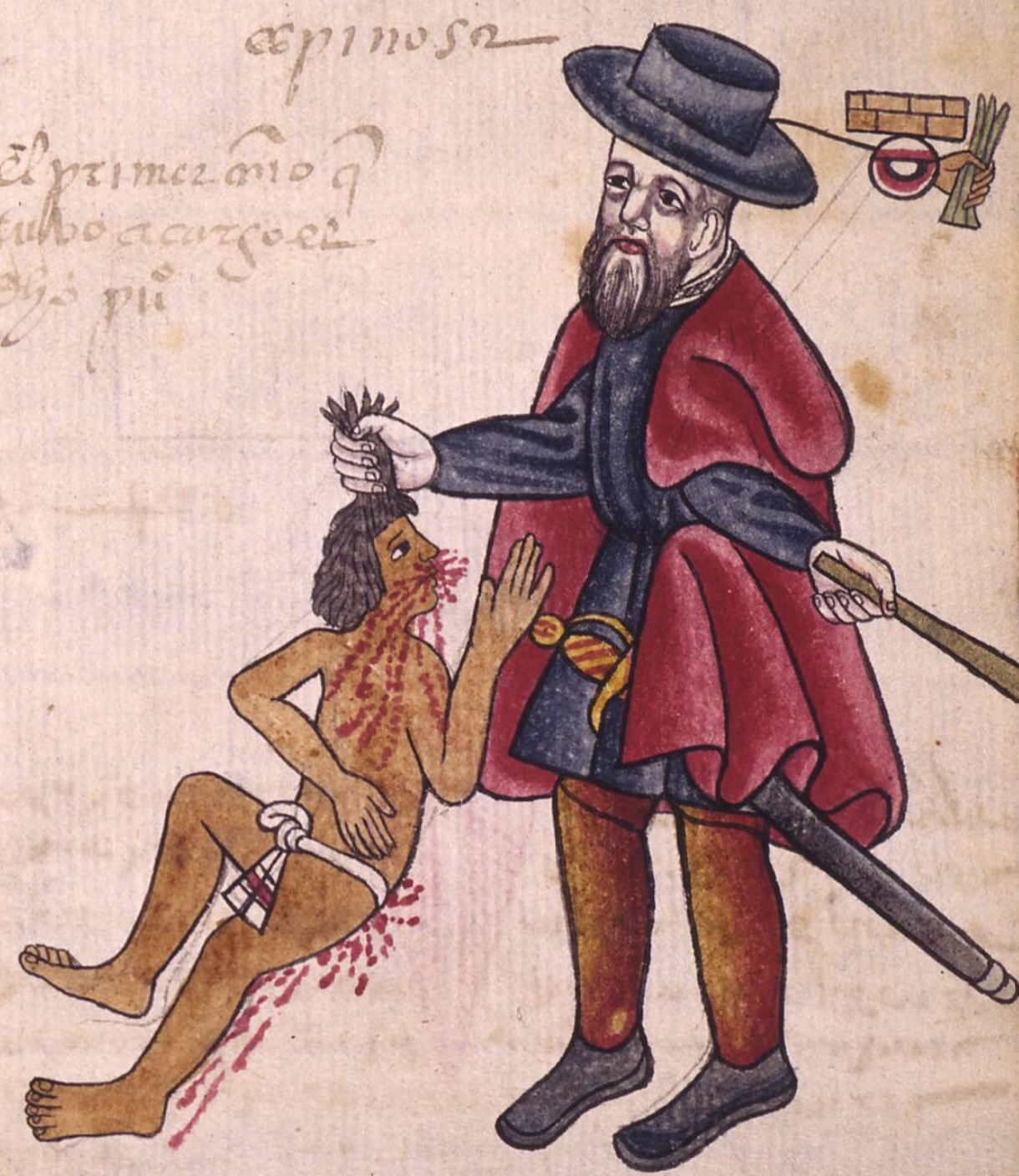
Códice Kingsborough: un encomendero abusa de un indígena. Copia del italiano Agostino Aglio 1825-1826, para Lord Kingsborough.

Después de la conquista del altiplano guatemalteco en 1524, se inició la etapa de fundación de encomiendas, para lo que se aglutinaban a las personas que acompañaban a los españoles con encomiendas o a algunas poblaciones dispersas que habían huido de la ocupación.  En algunas ocasiones se aglutinaban a personas hablantes de un mismo idioma o simplemente eran traídos de otros lugares para formar los nuevos poblados. Las fundaciones fueron ordenadas en 1538 a instancias del Obispo Francisco Marroquín por cédula que tuvo que reiterarse en 1541. El Oidor Juan Rogel Vásquez fue enviado por la Audiencia para hacer realidad la fundación de pueblos, encomendando éste a los religiosos de las órdenes regulares conocedores de los idiomas indígenas para dirigir la reducción, centrando su atención en las cabeceras de los señoríos.
Las encomiendas no solamente organizaban a la población indígena como mano de obra forzada sino que era una manera de recompensar a aquellos españoles que se habían distinguido por sus servicios y de asegurar el establecimiento de una población española en las tierras recién descubiertas y conquistadas.  También servían como centro de culturización y de evangelización obligatoria pues los indígenas eran reagrupados por los encomenderos en pueblos llamados «Doctrinas», donde debían trabajar y recibir la enseñanza de la doctrina cristiana a cargo de religiosos de las órdenes regulares, y encargarse también de la manutención de los frailes.  El encomendero a cargo de la región de Atitlán fue Sancho de Barahona a la muerte de Pedro de Alvarado.
En 1623 Pedro Núñez de Barahona —nieto del encomendero original de Santa Catarina, Sancho de Barahona— tomó posesión oficial de la encomienda de Atitlán, comprendida por los pueblos de Santiago Atitlán, San Lucas Tolimán, San Pedro La Laguna, San Juan La Laguna, San Pablo La Laguna, Santa María Visitación, Santa Cruz La Laguna y San Marcos La Laguna, así como poblados que pertenecen al moderno departamento de Suchitepéquez.
Alrededor de 1650 los habitantes del municipio de San Marcos La Laguna tuvieron un litigio con los vecinos del municipio de Santa Cruz La Laguna, por la propiedad de las tierras de Tzununá, pero el tribunal falló a favor de Santa Cruz La Laguna. En 1690 volvieron los pobladores del municipio de San Marcos La Laguna a plantear otra demanda la que nuevamente fue ganada por Santa Cruz La Laguna. 
En la Recordación Florida escrita por el cronista criollo Francisco Antonio de Fuentes y Guzmán, es mencionado el pueblo de Santa Cruz La Laguna, con un «número estimado de mil doscientos habitantes».
Durante el período colonial, el municipio de Santa Cruz La Laguna, perteneció al corregimiento de Tecpán, Atitlán o Sololá, que en 1730 se convirtió en la Alcaldía Mayor de Sololá.

### Tras la Independencia de Centroamérica
La región de Atitlán fue uno de los distritos originales del Estado de Guatemala cuando éste fue creado oficialmente en 1825 y pertenecía al departamento de Sololá/Suchitepéquez. En ese año, la Asamblea Legislativa del Estado también dividió al Estado de Guatemala en once distritos para la impartición de justicia, y Santa Cruz fue parte del circuito de Sololá en el Distrito N.º7 (Sololá), el cual incluía también a Concepción, Panajachel, Santa Catarina Palopó, San Antonio Palopó, San Jorge, San Andrés Semetabaj, Santa Lucía Utatlán, Santa Catarina Istaguacán y Argueta.

### El efímero Estado de Los Altos

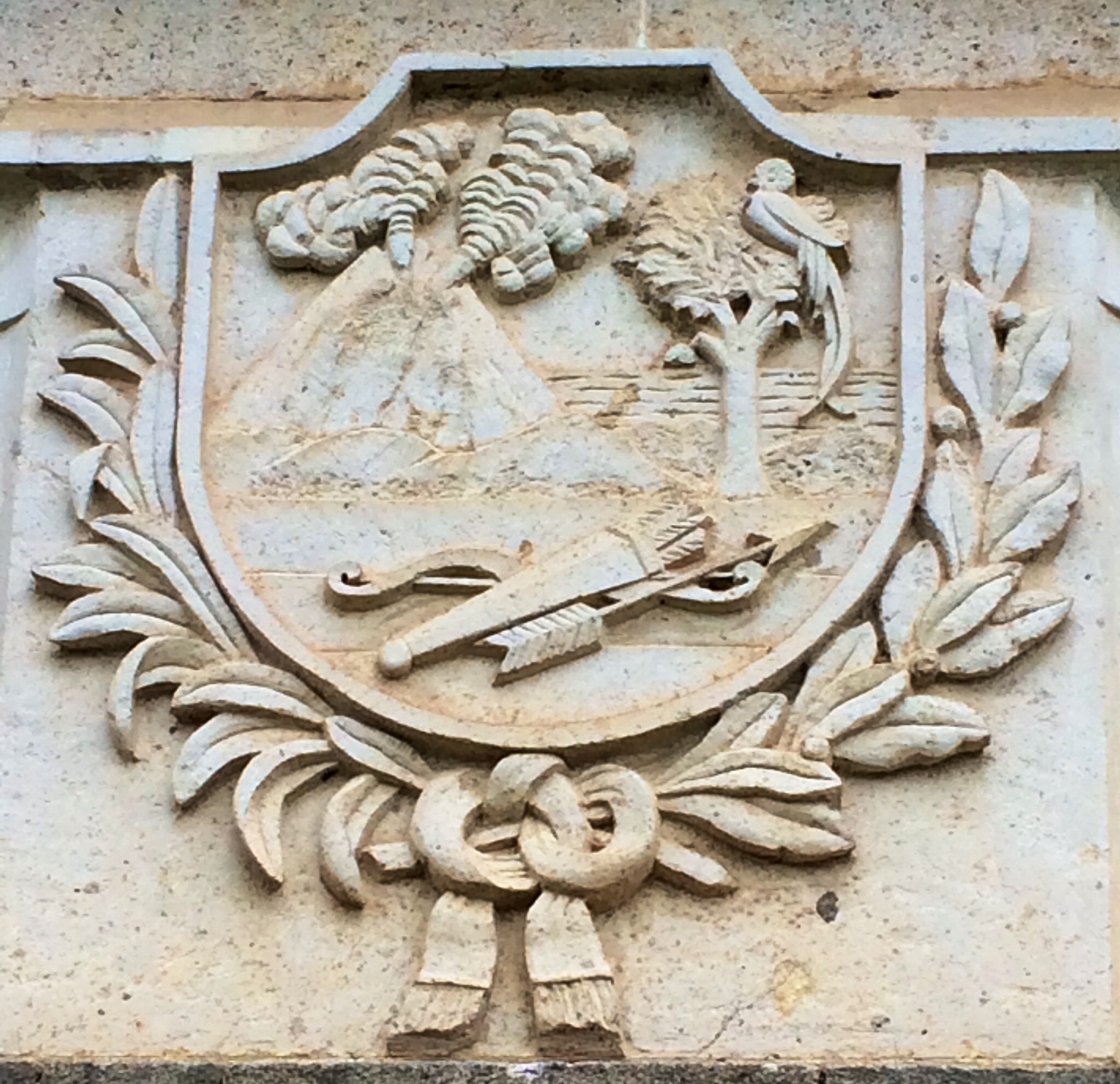
Escudo del Estado de los Altos

A partir del 3 de abril de 1838, Santa Cruz La Laguna fue parte de la región que formó el efímero Estado de Los Altos y que forzó a que el Estado de Guatemala se reorganizara en siete departamentos y dos distritos independientes el 12 de septiembre de 1839: 
- Departamentos: Chimaltenango, Chiquimula, Escuintla, Guatemala, Mita, Sacatepéquez, y Verapaz
- Distritos: Izabal y Petén[17]

La región occidental de la actual Guatemala había mostrado intenciones de obtener mayor autonomía con respecto a las autoridades de la ciudad de Guatemala desde la época colonial, pues los criollos de la localidad consideraban que los criollos capitalinos que tenían el monopolio comercial con España no les daban un trato justo.  Pero este intento de secesión fue aplastado por el general Rafael Carrera, quien reintegró al Estado de Los Altos al Estado de Guatemala en 1840.

### Tras la Reforma Liberal de 1871
Luego de la Reforma Liberal de 1871, el presidente de facto provisiorio Miguel García Granados dispuso crear el departamento de Quiché para mejorar la administración territorial de la República dada la enorme extensión del territorio de Totonicapán y de Sololá. De esta cuenta, el 12 de agosto de 1872 el departamento de Sololá perdió sus distritos de la Sierra y de Quiché y se vio reducido únicamente a los poblados de Santa Cruz, villa de Sololá, San José Chacallá, Panajachel, Concepción, San Jorge, San Andrés Semetabaj, Santa Lucía Utatlán, Santa Clara, Santa Bárbara, San Juan de los Leprosos, Visitación, San Pedro, San Juan, San Pablo, San Marcos, Atitlán, San Lucas Tolimán, San Antonio Palopó, Santa Catarina Palopó y Patulul.

### sigloXXI: tormenta Stan
El huracán Stan, azotó Guatemala como huracán de categoría I en los primeros días de octubre de 2005 y causó daños y pérdidas al país por unos mil millones de dólares, según un estudio de la Comisión Económica para América Latina y el Caribe (CEPAL). De acuerdo al informe, el huracán afectó directamente a catorce de los veintidós departamentos de Guatemala; además, provocó seiscientos setenta muertos, ochocientos cincuenta desaparecidos y tres millones y medio de damnificados.
Las lluvias continuas pusieron al descubierto el desastre medioambiental de Guatemala: las deforestadas montañas no soportaron los bolsones agua y humedad que en esos días se formaron provocando derrumbes y deslaves. La mayoría de los ríos que brotan en las depredadas montañas de la bocacosta, con sus cuencas casi sin vegetación y la pérdida de profundidad en sus causes, provocó que se desbordaran e inundaran amplias regiones cultivadas y decenas de comunidades rurales y cabeceras municipales en la franja costera del país. En la altiplanicie central y occidental, capas y pliegues de cerros y volcanes se derrumbaron destruyendo cientos de viviendas y la tragedia humana. De la parte alta de la cuenca del lago de Atitlán, los deslaves fueron continuos, arrastrando lodo, piedras, rocas y arena. El lago, que normalmente recibe las aguas negras de doce cabeceras municipales, fue inundado con un gran volumen de desechos que flotaron durante varios días.